# Szkoła Sokratesa
Szkoła Sokratesa na Wschodzie Wilna – loża wolnomularska założona w Wilnie w 1818 roku przez Ignacego Abramowicza. 